# Bloomfield Road
El Bloomfield Road és un estadi de futbol de la ciutat de Blackpool, al comtat de Lancashire, al nord-oest d'Anglaterra. Actualment és la seu del Blackpool Football Club, club de la Premier League.
És la seu del Blackpool des del 1901 i l'estadi porta el nom del carrer en què es troba. Des del 2000 es troba en un procés de remodelació però actualment és l'estadi més petit de la Premier League.